# لويس تيلمان (سياسي)
لويس تيلمان هو سياسي أمريكي، ولد في 18 أغسطس 1816 في شيلبيفيل في الولايات المتحدة، وتوفي بنفس المكان في 3 مايو 1871. نشط حزبياً في الحزب الجمهوري. وقد انتخب عضو مجلس النواب الأمريكي ‏.